# Backdraft (película)
Backdraft (conocida en España como Llamaradas y en Hispanoamérica como Marea de fuego o Llamarada) es una película estadounidense de 1991, dirigida por Ron Howard y escrita por Gregory Widen, protagonizada por Kurt Russell, William Baldwin, Scott Glenn, Jennifer Jason Leigh, Rebecca De Mornay, Donald Sutherland, Robert De Niro, Jason Gedrick y J.T. Walsh. 
La película cuenta la historia de un cuerpo de bomberos de Chicago que van tras la pista de un pirómano en serie que causa incendios con una sustancia química de ficción, "trychtichlorate".

## Argumento
La película cuenta la historia de un joven bombero llamado Brian McCaffrey (William Baldwin) y su hermano mayor, el bombero veterano Stephen McCaffrey (Kurt Russell). Brian comienza a trabajar nuevamente con su hermano en el departamento 17, uno de los más viejos y complicados de la ciudad de Chicago, pero al poco tiempo decide abandonar presionado por su hermano y la dificultad de ser bombero. Por mediación de su amiga y exnovia Jennifer Vaitkus (Jennifer Jason Leigh) recibe una oferta del jefe de esta, el concejal Martin Swayzak (J. T. Walsh), para trabajar junto a Donald Rimgale (Robert De Niro) en la investigación para tratar de aclarar los incendios provocados por un pirómano en diferentes lugares de la ciudad.
El teniente Stephen "Bull" McCaffrey, el mayor, tiene experiencia, mientras que Brian ha trabajado bajo la sombra de su hermano toda su vida. Brian regresa a los bomberos después de que una serie de otras carreras se desvanezcan, aunque Stephen tiene dudas de que Brian esté en condiciones de ser bombero. En 1971, Brian presenció la muerte de su padre, el capitán Dennis McCaffrey, mientras lo acompañaba en una llamada de emergencia que luego se convierte en incendio y una explosión descontrolada.
El miembro de mayor edad de todos los hombres en la compañía de bomberos 17, John "Axe" Adcox, sirvió bajo el padre de los McCaffreys, y era como un tío para los niños cuando su padre murió. Ataca los incendios de frente, pero le preocupan los métodos poco ortodoxos de Stephen y la falta de respeto por los procedimientos de seguridad. Helen McCaffrey es la esposa separada de Stephen y la madre de su hijo, Sean. Helen ha temido la dedicación de Stephen a combatir incendios y los riesgos que él toma, mientras todavía están enamorados, ella se separó de Stephen para protegerse a sí misma y a su hijo Sean para que no se repita la historia de sufrimiento de su familia y la muerte de su padre.
Martin Swayzak es un ambicioso y corrupto concejal en el Ayuntamiento de Chicago. Swayzak espera ser elegido alcalde en las próximas elecciones, pero ha apoyado los recortes presupuestarios del departamento de bomberos de la ciudad. Muchos de los bomberos de rango y voluntarios, creen que los recortes están poniendo en peligro la vida de los bomberos. El capitán del Departamento de Bomberos Donald "Shadow" Rimgale es un dedicado investigador de incendios y un veterano bombero. Se le llama para investigar, porque una serie de incendios recientes en la ciudad se asemejan a los incendios provocados anteriormente por el pirómano Ronald Bartel, quien ha estado encarcelado durante años. 
Brian es reasignado como asistente de Donald Rimgale después de una pelea con su hermano Stephen en la estación de bomberos 17, cuando decide retirarse del trabajo de bombero voluntario. Donald Rimgale manipula la obsesión del pirómano Ronald Bartel con el fuego, para garantizar que se rechace la solicitud anual de libertad condicional de Ronald. Se reveló durante una investigación que el concejal Swayzak fue pagado por los contratistas para cerrar las viejas estaciones de bomberos, de modo que pudieran convertirse en nuevos centros comunitarios, y los contratistas recibieron los contratos para la construcción. Brian también reaviva una relación con Jennifer Vaitkus, la secretaria asistente de Swayzak.
Cuando la estación 17 responde a una llamada en un edificio de gran altura, Stephen les pide que se muevan rápidamente para apagar el fuego a pesar del consejo de Adcox de esperar una copia de seguridad. El amigo y compañero de Brian, novato bombero voluntario Tim Krizminski, abre una puerta sin revisar primero si estaba caliente, creando un backdraft, marea de fuego. Su rostro está quemado más allá del reconocimiento, y apenas sobrevive. Adcox y Brian culpan de la condición de Tim a las tácticas imprudentes de Stephen, su jefe y responsable de su seguridad. 
Rimgale y Brian van a la casa de Swayzak para enfrentarlo después de enterarse de su conexión con las víctimas. Los dos se enfrentan a un hombre enmascarado a punto de incendiar el lugar, el atacante los golpea con una linterna, pero es quemado en su hombro por un enchufe eléctrico y logra escapar. Rimgale salva a Brian y Swayzak de la casa, pero resulta herido en la explosión con una varilla metálica. En su cama de hospital, Rimgale le dice a Brian que vuelva a visitar a Ronald en el hospital para buscar más información. Ronald ayuda a Brian a darse cuenta de que solo un bombero sería tan cuidadoso como para no dejar que los incendios de trasfondo se salgan de control.
Brian sospecha de su hermano Stephen, pero luego en la estación de bomberos, ve una quemadura en la forma de un enchufe eléctrico en la espalda del bombero Adcox, y revela sus sospechas a su hermano justo antes de que suene una alarma. Cuando Brian se da cuenta de que Adcox ha escuchado su conversación reservada, salta a bordo del Camión 46 después de pedir prestado un equipo de asistencia. Stephen se enfrenta al bombero Adcox acerca de los backdrafts mortales durante un incendio de alarma múltiple en una planta química. Adcox admite que prendió fuego para matar a los asociados del concejal Swayzak y defender a los bomberos, porque Swayzak se estaba beneficiando de la muerte de los bomberos. Cuando una explosión destruye la pasarela en la que están en el techo de la fábrica, Stephen agarra la mano de Adcox mientras se aferra a los restos de la pasarela en peligro de caer del techo. Stephen rechaza el consejo de Adcox de dejarlo ir, pero Stephen pierde el control sobre la pasarela. Adcox cae y muere en el fuego, pero Stephen, aunque gravemente herido, sobrevive y lo sacan del incendio. Stephen muere con Brian a su lado en el camino en la ambulancia hacia el hospital, y su pedido final fue que Brian nunca revele a nadie que Adcox estaba detrás de los incendios, ya que eso perjudicaría aún más al departamento de bomberos.
Después del funeral de su hermano Stephen y el bombero Adcox, el bombero investigador Brian y Rimgale, con la ayuda de la policía, interrumpen al concejal Swayzak en una conferencia de prensa abierta al público. Rimgale pregunta a Swayzak sobre un falso estudio de recursos humanos que causó la muerte de varios bomberos, incluidos su hermano Stephen y el bombero Adcox, frente a la prensa para que ellos inicien una investigación. También afirman que Swayzak diseñó la reducción del tamaño del Departamento de Bomberos de Chicago. Este escándalo de corrupción destruye efectivamente las ambiciones de la alcaldía de Swayzak y termina con su carrera política. Brian decide continuar como bombero a pesar de la pérdida de su padre y hermano, admirado y respetado ahora por todos en la estación de bomberos, por resolver el caso del cierre de estaciones de bomberos y lograr evitar la reducción del presupuesto, sin saber qué hacer ahora con su vida, suena la alarma y decide trabajar como bombero, sube a un camión, ayuda a un novato y es transportado en un camión de bomberos para apagar un incendio en la ciudad que se puede ver a lo lejos.

## Reparto
- Kurt Russell es el Teniente Stephen "Toro" McCaffrey/Capitán Dennis McCaffrey.
- William Baldwin es Brian McCaffrey.
- Scott Glenn es John "Hacha" Adcox.
- Jennifer Jason Leigh es Jennifer Vaitkus.
- Rebecca De Mornay es Helen McCaffrey.
- Donald Sutherland es Ronald Bartel.
- Robert De Niro es Donald "Sombra" Rimgale.
- Jason Gedrick es Tim Krizminski.
- J. T. Walsh es el concejal Martin Swayzak.
- Anthony Mockus, Sr. es el Oficial John Fitzgerald.
- Cedric Young es Grindle.
- Juan Ramirez es Ray Santos.
- Jack McGee es Schmidt.
- Mark Wheeler es Pengelly.

## Recaudación
La película recaudó $77,868,585 en su funcionamiento interno y $74,500,000 en los mercados extranjeros, lo que la convierte en la película más taquillera que se ha hecho sobre los bomberos. Su importe bruto mundial es de $152,368,585. La película recibió tres nominaciones al Oscar.

## Estrenos
| País                                                                          | Fecha de estreno                   |
| ----------------------------------------------------------------------------- | ---------------------------------- |
| Alemania                                                                      | Jueves 22 de agosto de 1991        |
| Argentina                                                                     | Jueves 8 de agosto de 1991         |
| Australia                                                                     | Jueves 15 de agosto de 1991        |
| Austria                                                                       | Viernes 23 de agosto de 1991       |
| Bélgica                                                                       | Miércoles 2 de octubre de 1991     |
| Belice · Costa Rica · El Salvador · Guatemala · Honduras · Nicaragua · Panamá | Viernes 16 de agosto de 1991       |
| Brasil                                                                        | Viernes 9 de agosto de 1991        |
| Chile                                                                         | Jueves 15 de agosto de 1991        |
| Colombia                                                                      | Jueves 22 de agosto de 1991        |
| Corea del Sur                                                                 | Sábado 3 de agosto de 1991         |
| Dinamarca                                                                     | Viernes 27 de septiembre de 1991   |
| Ecuador                                                                       | Miércoles 4 de septiembre de 1991  |
| Egipto                                                                        | Lunes 23 de marzo de 1992          |
| España                                                                        | Viernes 4 de octubre de 1991       |
| Estados Unidos · Canadá                                                       | Viernes 24 de mayo de 1991         |
| Filipinas                                                                     | Miércoles 21 de agosto de 1991     |
| Finlandia                                                                     | Viernes 13 de septiembre de 1991   |
| Francia                                                                       | Miércoles 25 de septiembre de 1991 |

| País                         | Fecha de estreno                 |
| ---------------------------- | -------------------------------- |
| Grecia                       | Viernes 11 de octubre de 1991    |
| Hong Kong                    | Jueves 25 de julio de 1991       |
| Hungría                      | Jueves 5 de septiembre de 1991   |
| India                        | Viernes 16 de octubre de 1992    |
| Indonesia                    | Viernes 25 de octubre de 1991    |
| Israel                       | Viernes 11 de octubre de 1991    |
| Italia                       | Viernes 13 de septiembre de 1991 |
| Japón                        | Sábado 6 de julio de 1991        |
| Líbano                       | Viernes 1 de noviembre de 1991   |
| Malasia                      | Jueves 5 de septiembre de 1991   |
| México                       | Viernes 9 de agosto de 1991      |
| Noruega                      | Jueves 24 de octubre de 1991     |
| Nueva Zelanda                | Viernes 6 de septiembre de 1991  |
| Países Bajos                 | Jueves 22 de agosto de 1991      |
| Perú                         | Jueves 3 de octubre de 1991      |
| Portugal                     | Viernes 27 de septiembre de 1991 |
| Reino Unido Irlanda          | Viernes 2 de agosto de 1991      |
| República Checa · Eslovaquia | Jueves 28 de mayo de 1992        |
| República Dominicana         | Jueves 29 de agosto de 1991      |
| Singapur                     | Jueves 5 de septiembre de 1991   |
| Sudáfrica                    | Viernes 20 de septiembre de 1991 |
| Suecia                       | Viernes 4 de octubre de 1991     |
| Suiza                        | Viernes 30 de agosto de 1991     |
| Tailandia                    | Sábado 14 de septiembre de 1991  |
| Taiwán                       | Sábado 17 de agosto de 1991      |
| Turquía                      | Viernes 8 de noviembre de 1991   |
| Uruguay                      | Jueves 30 de abril de 1992       |
| Venezuela                    | Miércoles 21 de agosto de 1991   |

## Otros datos y referencias
- Walter Scott, coordinador de especialistas de la película, estuvo tan impresionado por las actuaciones de Kurt Russell, Scott Glenn y William Baldwin en el set, que decidió acreditarles como especialistas.
- El guionista Gregory Widen fue bombero durante tres años, la génesis de la historia está inspirada en la muerte de un amigo en un incendio.
- Al ser elegido para interpretar a Brian McCaffrey, William Baldwin tuvo que rechazar el papel de J.D. en Thelma & Louise, rol que lanzaría a la fama a un Brad Pitt que curiosamente fue rechazado para interpretar a Brian McCaffrey.
- Val Kilmer y Johnny Depp rechazaron el papel de Brian McCaffrey, mientras que Dennis Quaid rechazó el de Stephen McCaffrey.
- El personaje interpretado por Robert De Niro (Donald Rimgale) es un verdadero investigador del departamento de bomberos de Chicago, además Rimgale aparece brevemente en la película.

## Doblaje
| Personaje                | Actor principal      | Doblaje en España    | Doblaje en México |
| ------------------------ | -------------------- | -------------------- | ----------------- |
| Stephen "Toro" McCaffrey | Kurt Russell         | Jordi Brau           | Carlos Becerril   |
| Brian McCaffrey          | William Baldwin      | Juan Antonio Bernal  | Rafael Rivera     |
| Donald "Sombra" Rimgale  | Robert De Niro       | Ricardo Solans       | Arturo Mercado    |
| John "Hacha" Adcox       | Scott Glenn          | Manolo García        | Óscar Bonfiglio   |
| Alderman Marty Swayzak   | J. T. Walsh          | Jesús Ferrer         | Luis Puente       |
| Jennifer Vaitkus         | Jennifer Jason Leigh | Nuria Mediavilla     | Claudia Mota      |
| Ronald Bartel            | Donald Sutherland    | Pepe Mediavilla      | Mario Sauret      |
| Helen McCaffrey          | Rebecca de Mornay    | Rosa María Hernández | Elena Ramírez     |
| Tim Krizminski           | Jason Gedrick        | Luis Posada          | ¿?                |